# الکساندر کونزه
الکساندر کونزه (انگلیسی: Alexander Kunze؛ زادهٔ ۱۲ ژانویهٔ ۱۹۷۱) بازیکن فوتبال اهل آلمان است.
از باشگاه‌هایی که در آن بازی کرده‌است می‌توان به باشگاه فوتبال کمنیتس و باشگاه فوتبال آینتراخت برانشوایگ اشاره کرد.